# پوپگرووو
پوپگرووو (به بلغاری: Popgruevo) یک منطقهٔ مسکونی در بلغارستان است که در شهرستان ترول واقع شده‌است.